# Вильмю
Вильмю́ (фр. Villemus, окс. Vilamurs) — коммуна во Франции, находится в регионе Прованс — Альпы — Лазурный Берег. Департамент коммуны — Альпы Верхнего Прованса. Входит в состав кантона Рейан. Округ коммуны — Форкалькье.
Код INSEE коммуны — 04241.

## Население
Население коммуны на 2008 год составляло 157 человек.
| 1962 | 1968 | 1975 | 1982 | 1990 | 1999 | 2008 |
| ---- | ---- | ---- | ---- | ---- | ---- | ---- |
| 96   | 66   | 71   | 83   | 99   | 111  | 157  |

## Климат
Климат средиземноморский. Лето жаркое и сухое, зимой прохладно, бывают частые заморозки. Вильмю не имеет своей метеостанции, ближайшая находится в Дофене.
| Показатель                        | Янв. | Фев. | Март | Апр. | Май  | Июнь | Июль | Авг. | Сен. | Окт. | Нояб. | Дек. | Год  |
| --------------------------------- | ---- | ---- | ---- | ---- | ---- | ---- | ---- | ---- | ---- | ---- | ----- | ---- | ---- |
| Средний максимум, °C              | 8,3  | 9,8  | 13   | 15,3 | 20,1 | 23,8 | 28,2 | 27,7 | 23,0 | 17,5 | 11,8  | 9,1  | 17,3 |
| Средняя температура, °C           | 4,3  | 5,2  | 7,2  | 10,0 | 14,3 | 17,7 | 21,4 | 21,0 | 17,1 | 12,5 | 7,5   | 5,1  | 12   |
| Средний минимум, °C               | −0,4 | 0,6  | 2,5  | 4,8  | 8,5  | 11,6 | 14,6 | 14,5 | 11,3 | 7,5  | 3,2   | 1,2  | 6,7  |
| Норма осадков, мм                 | 75   | 80   | 60   | 83   | 76   | 52   | 34   | 63   | 82   | 103  | 82    | 64   | 854  |
| Источник: Relevé météo de Dauphin |      |      |      |      |      |      |      |      |      |      |       |      |      |

## Экономика
В 2007 году среди 94 человек в трудоспособном возрасте (15—64 лет) 67 были экономически активными, 27 — неактивными (показатель активности — 71,3 %, в 1999 году было 69,9 %). Из 67 активных работали 58 человек (32 мужчины и 26 женщин), безработных было 9 (5 мужчин и 4 женщины). Среди 27 неактивных 7 человек были учениками или студентами, 8 — пенсионерами, 12 были неактивными по другим причинам.

## Достопримечательности
- Приходская церковь Сент-Этьен (XVII век)
- Часовня Нотр-Дам-дю-Пон
- Часовня Гранд Бастид (XVII век)
- Романская часовня Сен-Трофим
- Ораторий Сен-Жозеф

## Фотогалерея

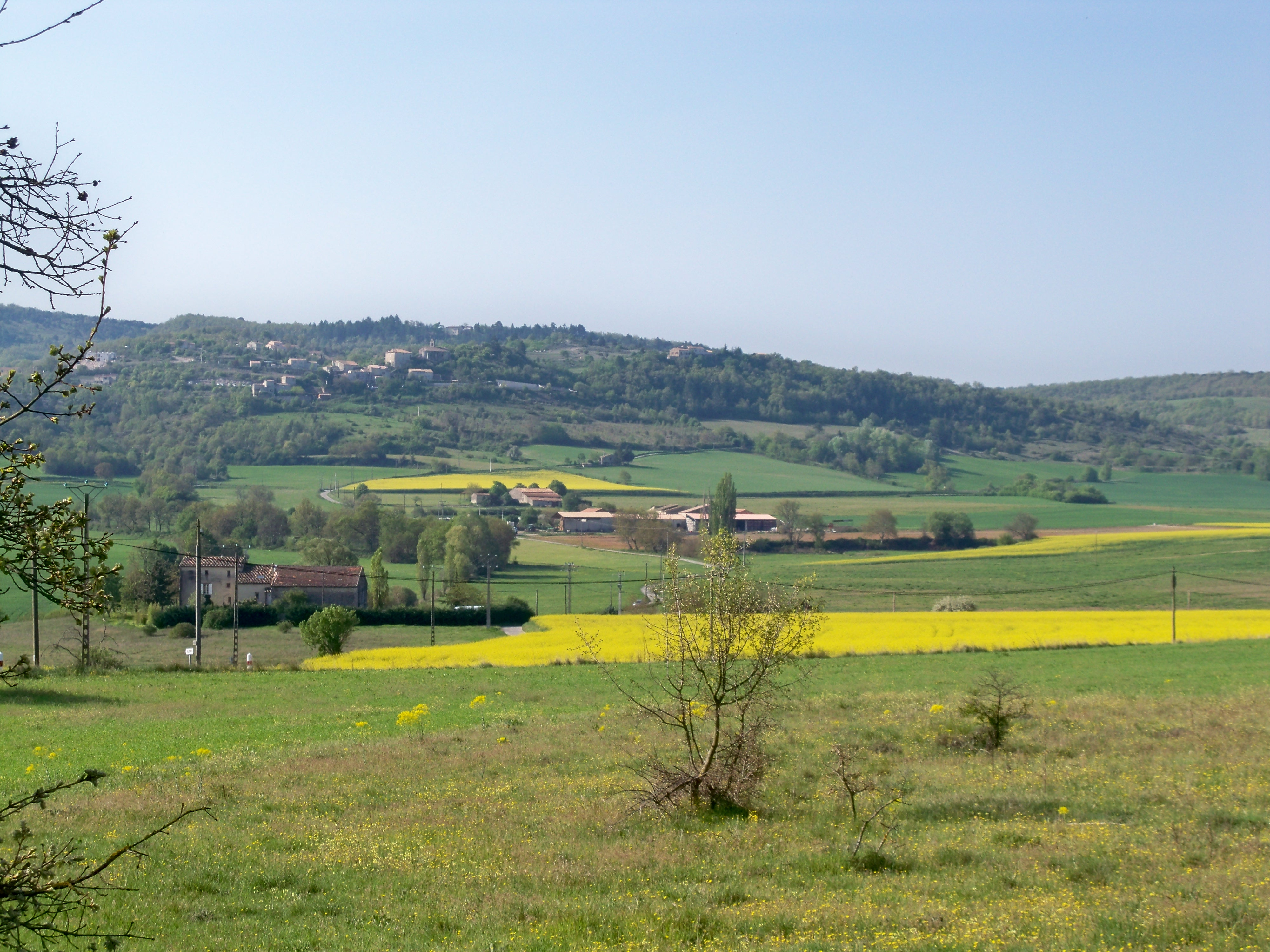
Вильмю
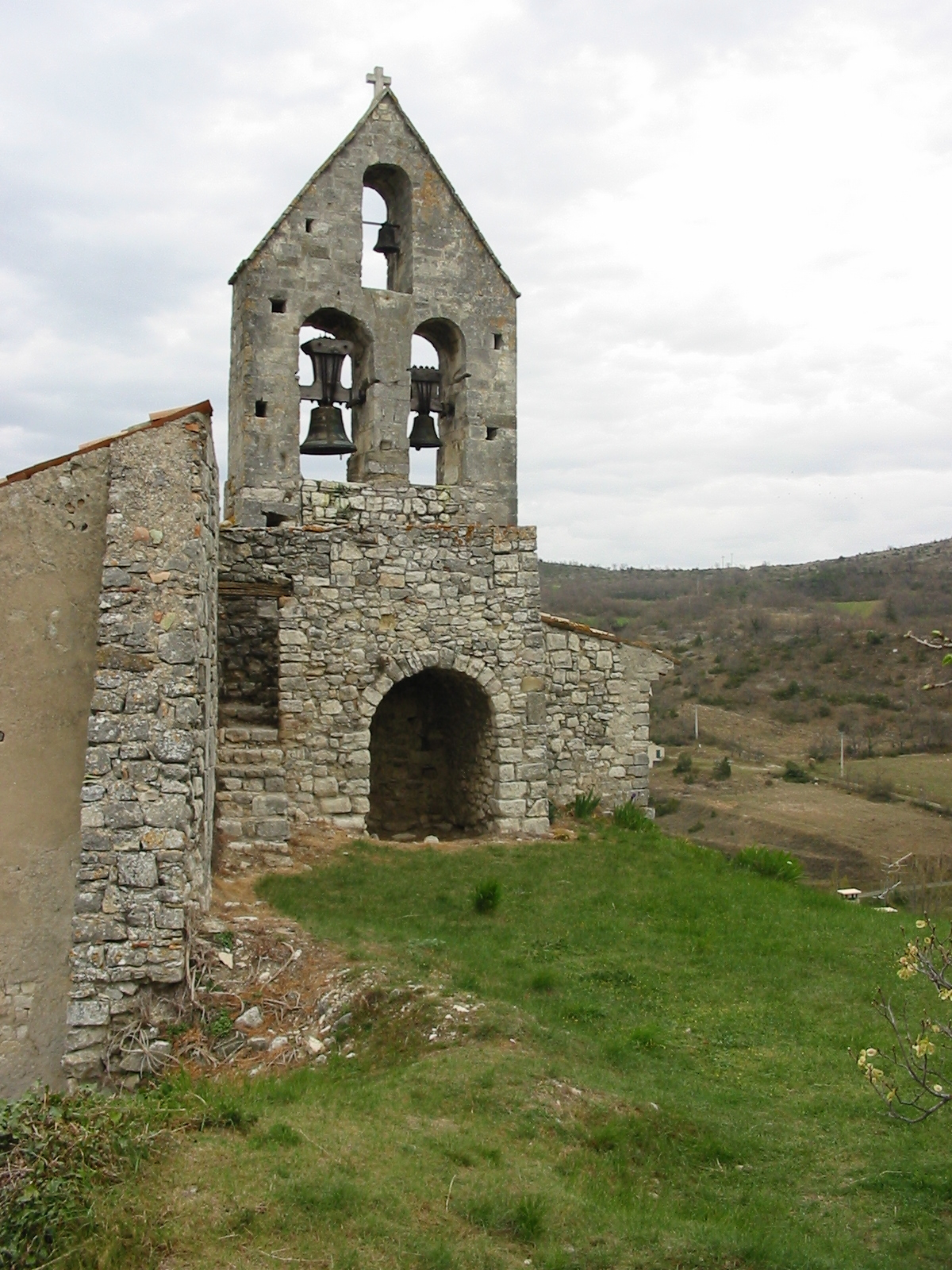
Церковь Сент-Этьен
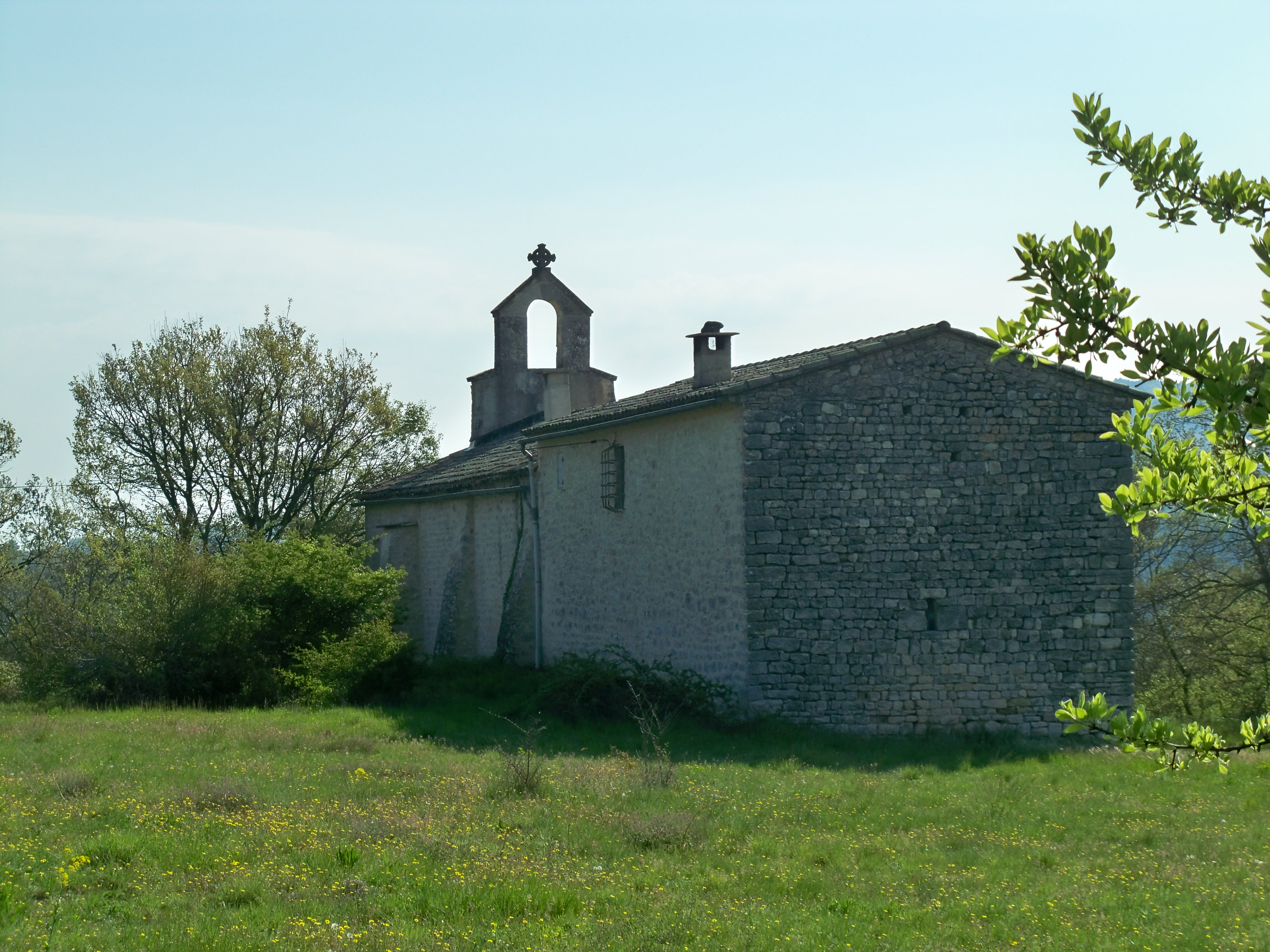
Часовня Нотр-Дам-дю-Пон
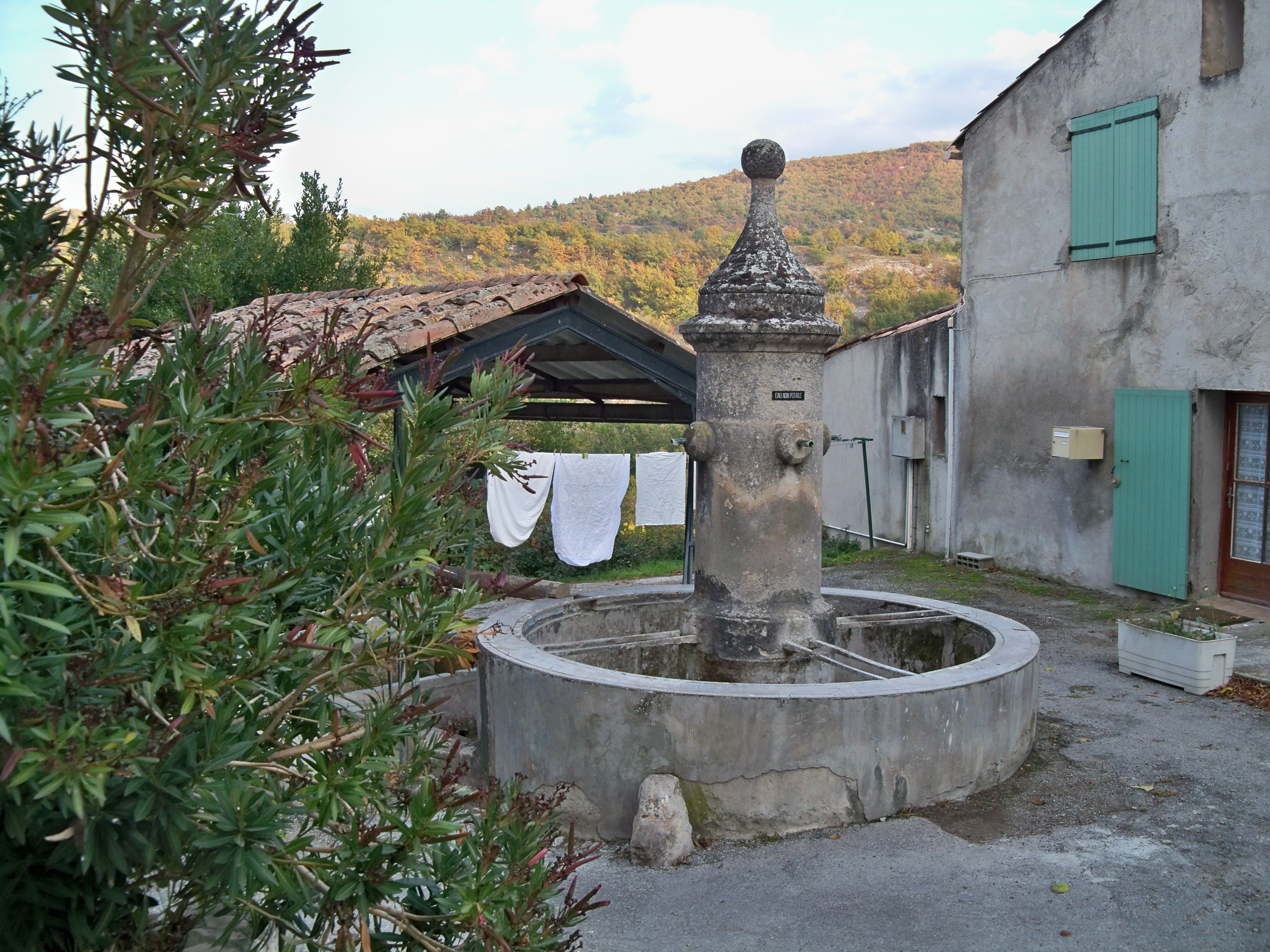
Фонтан